# Kloster Ziesar
In der brandenburgischen Bischofsstadt Ziesar (Secezere) existierten im Mittelalter zwei Klöster: ein Franziskanerkloster im 13. Jahrhundert und ein Zisterzienserinnenkloster vom 14. Jahrhundert bis zur Reformation. Die erhaltenen Klostergebäude sind als Baudenkmäler ausgewiesen.

## Franziskaner
Bereits ab dem Jahr 1226, dem Todesjahr Franz von Assisis, sind Brüder des 1209 gegründeten Franziskanerordens in der Stadt Ziesar, einer Residenz des Brandenburgischen Bischofs, nachgewiesen. Der brandenburgische Bischof Gernand unterstützte die Ansiedlung. Der Ziesarer Pfarrer Helias (magister Helyas, plebanus de Secezere, gestorben 1237), seinem Titel „Magister“ nach ein gelehrter Priester, stiftete dem Orden den Konvent in Ziesar. Das Franziskanerkloster bestand nur wenige Jahrzehnte, weil es in Ziesar kriegerische Unruhen gegeben hatte. Bereits um 1250 – frühestens 1237, spätestens 1258 – siedelten die Bettelmönche in die deutlich größere Altstadt Brandenburg um, wo sie in der Folge das Kloster und die Kirche St. Johannis nahe der Havel errichteten. Pfarrer Helias hatte offenbar enge Kontakte zu den Franziskanern, denn sie überführten seine Gebeine nach Brandenburg und setzten sie, gekleidet in eine Franziskanerkutte, in ihrer neuen Klosterkirche bei.

## Zisterzienserinnen

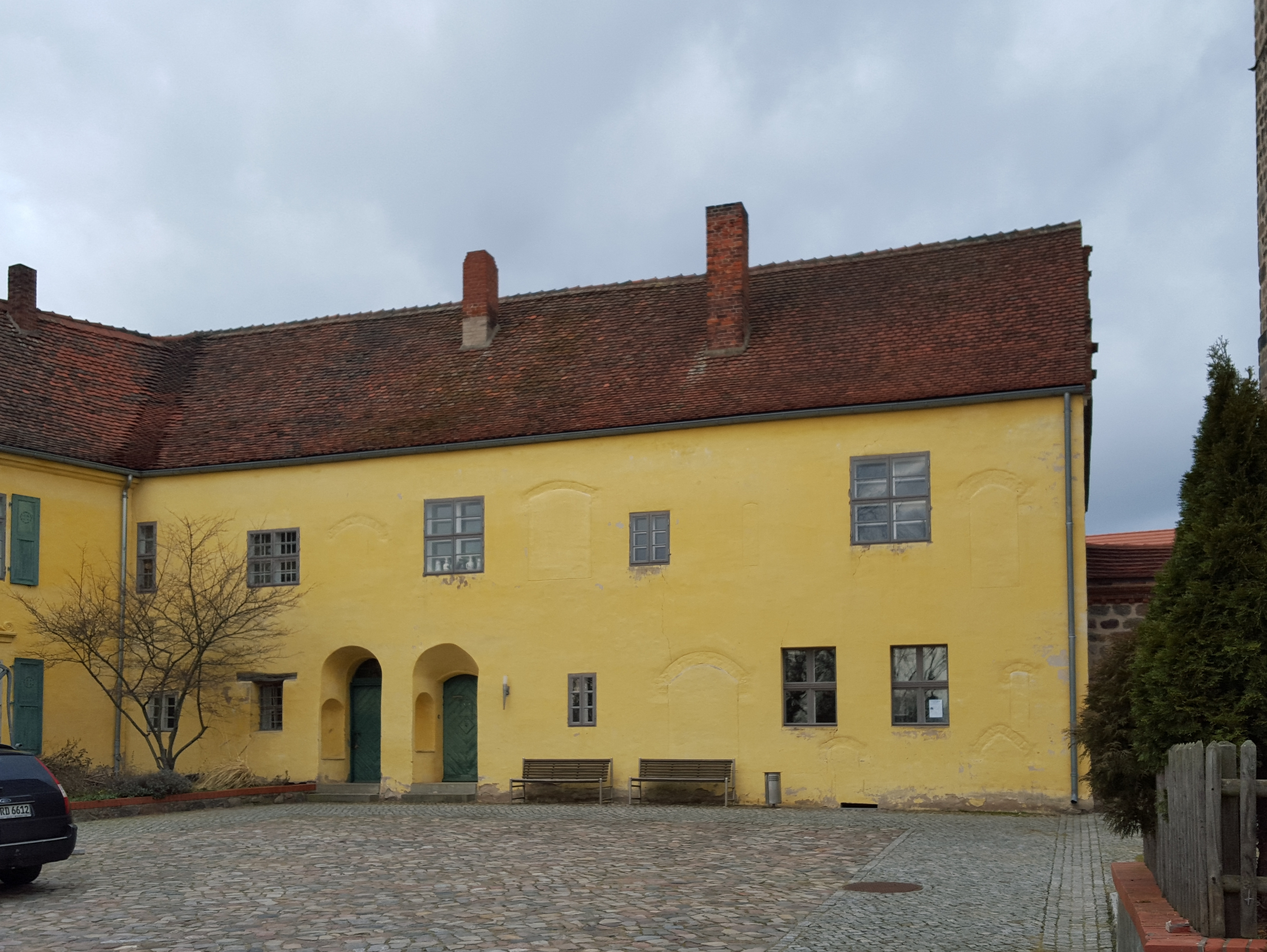
Nordflügel mit Verbindungsgang zur Kirche St. Crucis

Der Brandenburgische Bischof Ludwig Schenk von Neindorf machte in seiner Amtszeit von 1327 bis 1347 die Burg Ziesar zur festen Residenz und zum Verwaltungssitz. In seiner Amtszeit waren spätestens ab 1331 Zisterzienserinnen in der Stadt nachweislich. Weiterhin wurde dem Augustinerorden der Betrieb einer Terminei gestattet. 1341 stiftete der Bischof den Zisterzienserinnen ein Kloster, das der heiligen Maria geweiht war. Das Kloster besaß das Kirchenpatronat für die Pfarrkirche in Ziesar und weiterhin die Kirchen in den Dörfern Bücknitz, Köbernitz, Rottstock und Göhlsdorf. Der Umfang des Gründungsbesitzes ist nicht überliefert. Auch spätere Besitzungen sind nur punktuell überliefert, da das Klosterarchiv verloren ging. 1415 verschenkte das Kloster einen Hof im Dorf Radewege an das Domkapitel in Brandenburg. Im Jahr 1427 übertrug das Kloster Ziesar das Kirchenpatronat in Göhlsdorf auf das Kloster Lehnin. 1541 erhielt das Kloster den Kirchenzehnt aus insgesamt vierzehn Orten. Laut einer Inventur betrugen die Einkünfte in diesem Jahr 53 Gulden an Bargeld und 42 Wispel Getreide. Ein Weinberg in Ziesar, der unter anderem der Produktion von Messwein diente, wurde bearbeitet. Weiterhin wurde intensiver Gartenbau betrieben. Streubesitz hatte das Kloster unter anderem in Teltow.
Um das Jahr 1540 wurde das Nonnenkloster in Folge der Reformation aufgelöst und zunächst als Frauenstift weitergeführt. Den ehemaligen Nonnen wurde ein lebenslanges Wohnrecht garantiert. 1562 wurde auch das Stift aufgelöst. Zu diesem Zeitpunkt lebten noch sechs vormalige Nonnen, deren Versorgung weiterhin gesichert blieb.

## Kirche und Kloster

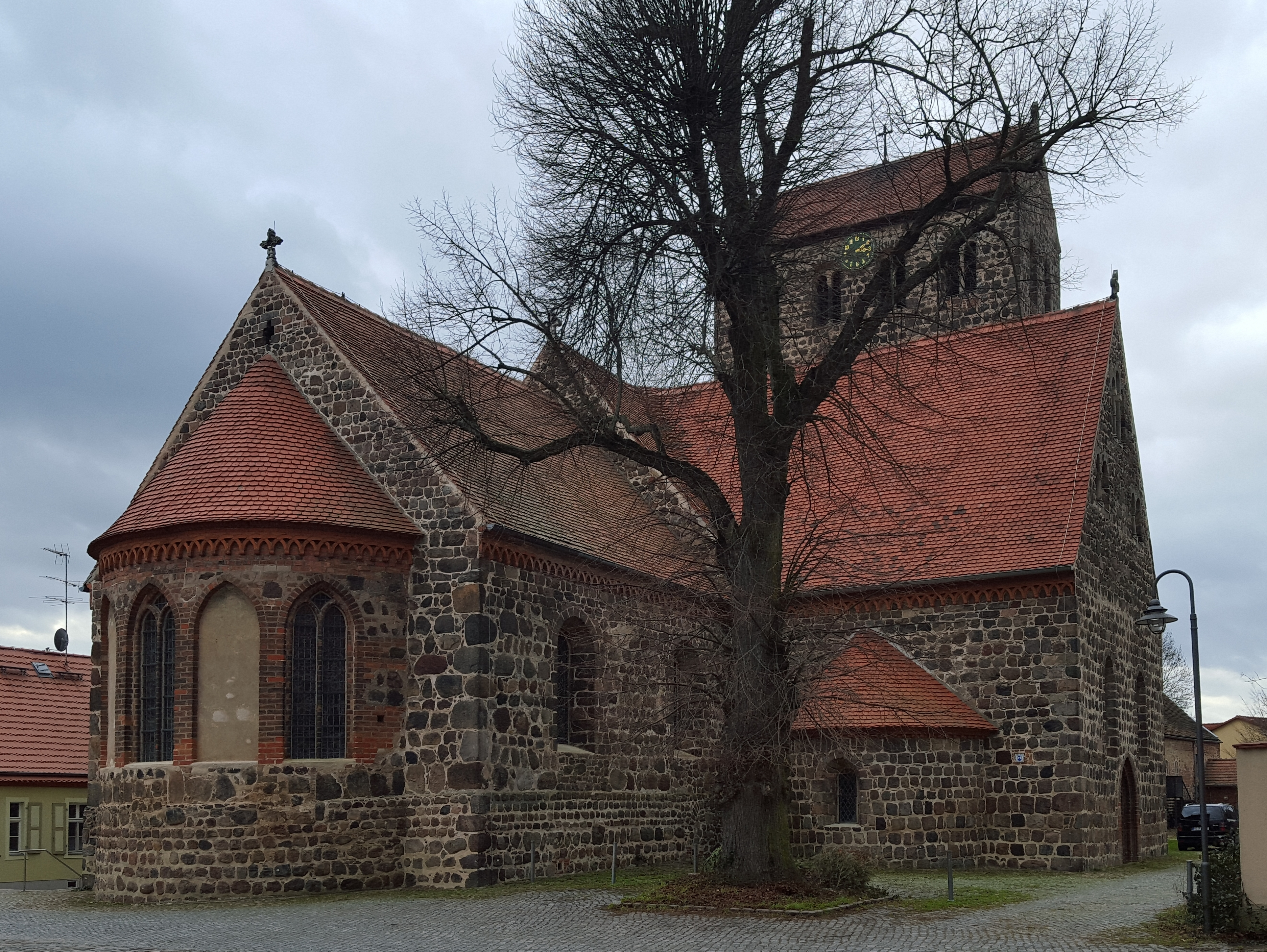
Die Kirche St. Crucis

Klosterkirche war die ziesarsche Stadtkirche St. Crucis, eine romanische Feldsteinkirche aus dem frühen 13. Jahrhundert. Die Kirche ist über ein Torhaus mit dem westlich angrenzenden klösterlichen Wohngebäuden verbunden. Zur Zeit des Klosters gab es einen Übergang. Die Nonnen hatten so direkten Zugang zur Westempore, von wo sie die Gottesdienste verfolgten. Den Charakter der Stadtkirche verlor St. Crucis nie. Das Kloster hatte während seines Bestehens das Kirchenpatronat inne.

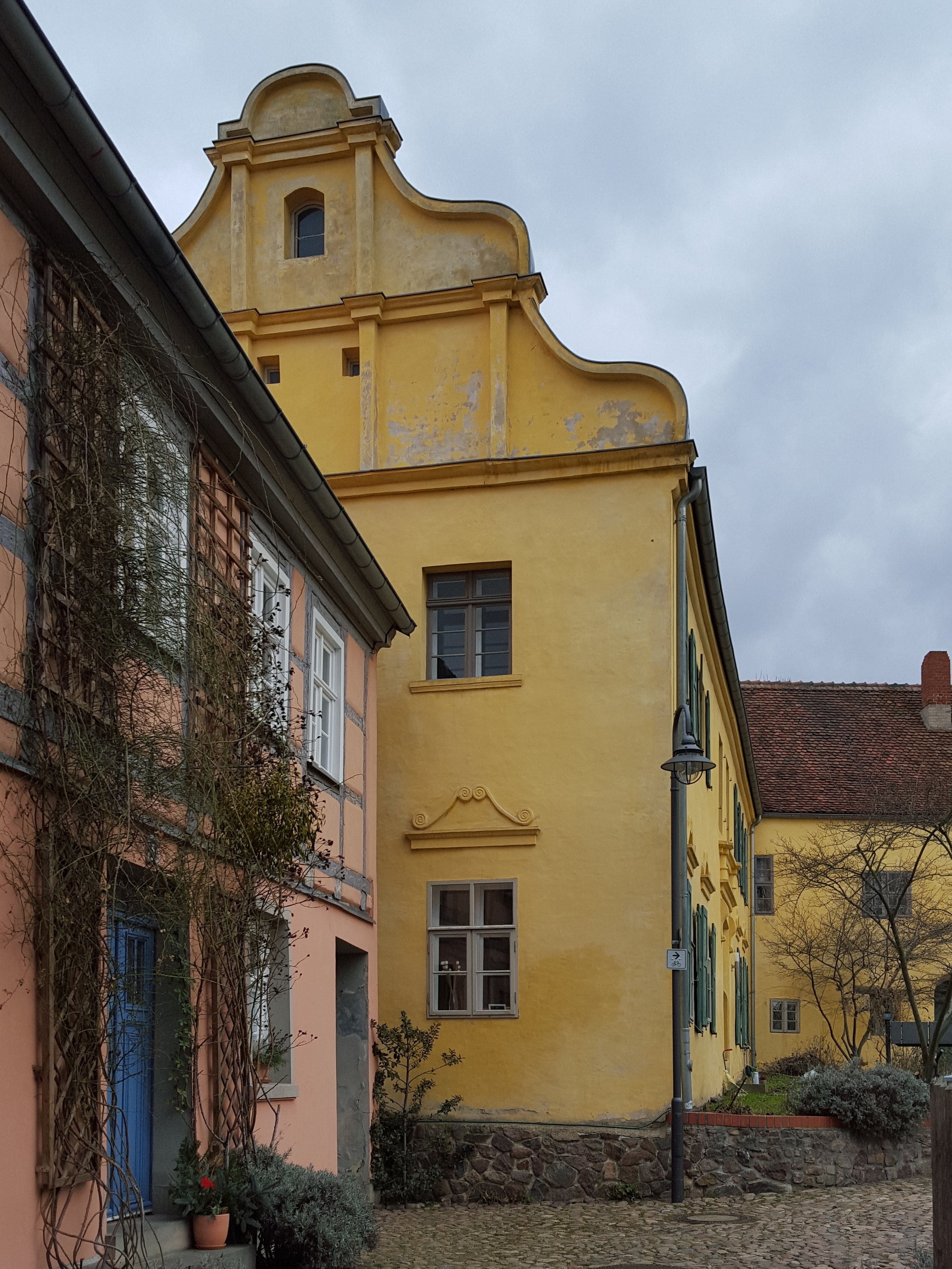
Renaissancegiebel am Wohngebäude

Das erhaltene Wohngebäude ist ein zweiflügeliger und zweistöckiger Feldstein- und Ziegelbau. Der Nordflügel ist mit der Kirche baulich verbunden. Die Fassade nach Osten und Norden ist unverputzt, die nach Süden zum Hof mit einem gelb angestrichenen Putz versehen. Mehrere verschieden große Rechteckfenster wurden eingearbeitet. Ältere Segmentbogenfenster wurden zugesetzt. Der östliche Giebel ist ein gotischer. Die Türen zum Hof sind segment- und rundbogig. Der Westflügel ist zum Hof ebenfalls verputzt. Die Fassade ist insgesamt reicher geschmückt als die des Nordflügels. So gibt es schmückende Verdachungen über Türen und Fenster, die beim Nordflügel gänzlich fehlen. Die Rechteckfenster sind in ihrer Größe einheitlicher. Der südliche Giebel ist ein reicher Renaissancegiebel. Das Gebäude wird weiterhin als Wohngebäude genutzt.